# Roeien op de Olympische Zomerspelen 1984
Roeien is een van de sporten die beoefend werden tijdens de Olympische Zomerspelen 1984 in Los Angeles.
Het olympisch toernooi omvatte 14 onderdelen, 8 voor de heren over 2000 m en 6 voor de dames over 1000 m. De tijden van de nummers 1 t/m 6 zijn van de A-finale, de tijden van de nummers 7 en 8 zijn van de B-finale.

## Heren

### skiff
| rang   | sporter                   | land | tijd    |
| ------ | ------------------------- | ---- | ------- |
| Goud   | Pertti Karppinen          | FIN  | 7:00.24 |
| Zilver | Peter-Michael Kolbe       | FRG  | 7:02.19 |
| Brons  | Robert Mills              | CAN  | 7:10.38 |
| 4      | John Biglow               | USA  | 7:12.00 |
| 5      | Ricardo Ibarra            | ARG  | 7:14.59 |
| 6      | Konstantinos Kontomanolis | GRE  | 7:17.03 |
| 7      | Gary Reid                 | NZL  | 7:22.63 |
| 8      | Raimund Haberl            | AUT  | 7:25.38 |

### dubbel-twee
| rang   | sporters                           | land | tijd    |
| ------ | ---------------------------------- | ---- | ------- |
| Goud   | Bradley Lewis Paul Enquist         | USA  | 6:36.87 |
| Zilver | Pierre-Marie Deloof Dirk Crois     | BEL  | 6:38.19 |
| Brons  | Zoran Pančić Milorad Stanulov      | YUG  | 6:39.59 |
| 4      | Andreas Schmelz Georg Agrikola     | FRG  | 6:40.41 |
| 5      | Francesco Esposito Ruggero Verroca | ITA  | 6:44.29 |
| 6      | Tim Storm Peter MacGowan           | CAN  | 6:46.68 |
| 7      | Wilfried Auerbach Thomas Linemayr  | AUT  | 6:38.95 |
| 8      | Reima Karppinen Aarne Lindroos     | FIN  | 6:39.04 |

### twee-zonder-stuurman
| rang   | sporters                                                | land | tijd    |
| ------ | ------------------------------------------------------- | ---- | ------- |
| Goud   | Petru Iosub Valer Toma                                  | ROU  | 6:45.39 |
| Zilver | Fernando Climent Huerta Luis María Lasúrtegui Berridi   | ESP  | 6:48.47 |
| Brons  | Hans Magnus Grepperud Sverre Løken                      | NOR  | 6:51.81 |
| 4      | Thomas Möllenkamp Axel Wöstmann                         | FRG  | 6:52.53 |
| 5      | Marco Romano Pasquale Alese                             | ITA  | 6:55.88 |
| 6      | David De Ruff John Strotbeck                            | USA  | 6:58.46 |
| 7      | Sjoerd Hoekstra Joost Adema                             | NED  | 7:02.62 |
| 8      | Ronaldo Esteves de Carvalho Ricardo Esteves de Carvalho | BRA  | 7:03.97 |

### twee-met-stuurman
| rang   | sporters                                                            | land | tijd    |
| ------ | ------------------------------------------------------------------- | ---- | ------- |
| Goud   | Carmine Abbagnale Giuseppe Abbagnale Giuseppe Di Capua (stuurman)   | ITA  | 7:05.99 |
| Zilver | Dimitrie Popescu Vasile Tomoiagă Dumitru Răducanu (stuurman)        | ROU  | 7:11.21 |
| Brons  | Kevin Still Robert Espeseth Douglas Herland (stuurman)              | USA  | 7:12.81 |
| 4      | Valter Hime Soaves Angelo Rosio Neto Nilton Silva Alonço (stuurman) | BRA  | 7:17.07 |
| 5      | Harold Backer Tony Zasada Nat Barkley (stuurman)                    | CAN  | 7:18.98 |
| 6      | Hermann Greß Dieter Göpfert Rudolf Ziegler (stuurman)               | FRG  | 7:25.16 |
| 7      | Dario Vidošević Zlatko Celent Mirko Ivančić (stuurman)              | YUG  | 7:25.60 |
| 8      | Adrian Genziani William Lang Alan Inns (stuurman)                   | GBR  | 7:27.56 |

### dubbel-vier
| rang   | sporters                                                          | land | tijd    |
| ------ | ----------------------------------------------------------------- | ---- | ------- |
| Goud   | Albert Hedderich Raimund Hörmann Dieter Wiedenmann Michael Dürsch | FRG  | 5:57.55 |
| Zilver | Paul Reedy Gary Gullock Timothy McLaren Anthony Lovrich           | AUS  | 5:57.98 |
| Brons  | Doug Hamilton Mike Hughes Phil Monckton Bruce Ford                | CAN  | 5:59.07 |
| 4      | Piero Poli Renato Gaeta Antonio Dell'Aquila Stefano Lari          | ITA  | 6:00.94 |
| 5      | Marc Boudoux Serge Fornara Pascal Body Pascal Dubosquelle         | FRA  | 6:01.35 |
| 6      | Luis Oliver Jésus Gonzalez Manuel Vera Julio Oliver               | ESP  | 6:04.99 |
| 7      | Curtis Fleming Gregg Montesi Ridgely Johnson Bruce Beall          | USA  | 6:11.50 |
| 8      | Pål Sandli Espen Thorsen Vetle Vinje Ivan Enstad                  | NOR  | 6:12.18 |

### vier-zonder-stuurman
| rang   | sporters                                                        | land | tijd    |
| ------ | --------------------------------------------------------------- | ---- | ------- |
| Goud   | Les O'Connell Shane O'Brien Conrad Robertson Keith Trask        | NZL  | 6:03.48 |
| Zilver | David Clark Jonathan Smith Philip Stekl Alan Forney             | USA  | 6:06.10 |
| Brons  | Michael Jessen Lars Nielsen Per Rasmussen Erik Christiansen     | DEN  | 6:07.72 |
| 4      | Norbert Keßlau Volker Grabow Jörg Puttlitz Guido Grabow         | FRG  | 6:09.27 |
| 5      | Bruno Saile Jürg Weitnauer Hans-Konrad Trümpler Stefan Netzle   | SUI  | 6:09.50 |
| 6      | Anders Wilgotson Hans Svensson Lars-Åke Lindqvist Anders Larson | SWE  | 6:11.71 |
| 7      | Tim Turner Ted Gibson David Johnson Stephen Beatty              | CAN  | 6:26.10 |
| 8      | David Doyle James Lowe Duncan Fisher John Bentley               | AUS  | 6:28.31 |

### vier-met-stuurman
| rang   | sporters                                                                                 | land | tijd    |
| ------ | ---------------------------------------------------------------------------------------- | ---- | ------- |
| Goud   | Martin Cross Richard Budgett Andy Holmes Steve Redgrave Adrian Ellison (stuurman)        | GBR  | 6:18.64 |
| Zilver | Thomas Kiefer Gregory Springer Michael Bach Edward Ives John Stillings (stuurman)        | USA  | 6:20.28 |
| Brons  | Kevin Lawton Donald Symon Barrie Mabbott Ross Tong Bretl Hollister (stuurman)            | NZL  | 6:23.68 |
| 4      | Giovanni Sergi Sergas Giovanni Suarez Gino Iseppi Giuseppe Carando Siro Meli (stuurman)  | ITA  | 6:26.44 |
| 5      | David Ross Tim Christian Richard Doey Nick Toulmin Paul Tessier (stuurman)               | CAN  | 6:28.78 |
| 6      | Heribert Karches Georg Konermann Wolfram Thiem Wolfgang Maennig Manfred Klein (stuurman) | FRG  | 6:34.23 |
| 7      | André Berezin Luiz Santos Denis Marinho Laildo Machado Manoel Novo (stuurman)            | BRA  | 6:47.13 |
| 8      | Satoru Miyoshi Tadashi Abe Shunsuke Kawamoto Hideaki Maeguchi Akihiro Koike (stuurman)   | JPN  | 6:52.62 |

### acht
| rang   | sporters | land | tijd    |
| ------ | --- | ---- | ------- |
| Goud   | Pat Turner Kevin Neufeld Mark Evans Grant Main Paul Steele Michael Evans Dean Crawford Blair Horn Brian McMahon (stuurman)                                                      | CAN  | 5:41.32 |
| Zilver | Walter Lubsen Andrew Sudduth John Terwilliger Christopher Penny Thomas Darling Ead Borchert Charles Clapp Bruce Ibbetson Robert Jaugstetter (stuurman)                          | USA  | 5:41.74 |
| Brons  | Craig Muller Clyde Hefer Sam Patten Timothy Willoughby Ian Edmunds James Battersby Ion Popa Steve Evans Gavin Thredgold (stuurman)                                              | AUS  | 5:43.40 |
| 4      | Nigel Atherfold David Rodger Roger White-Parsons George Keys Gregory Johnston Christopher White Andrew Stevenson Michael Stanley Andrew Hay (stuurman)                          | NZL  | 5:44.14 |
| 5      | Duncan McDougall Christopher Mahoney Salih Hassan Clive Roberts David Adam Clift John Pritchard Malcom McGowan Allan Whitwell Colin Moynihan (stuurman)                         | GBR  | 5:47.01 |
| 6      | Alain Duprat Dominique Lecointe Thierry Louvet Patrick Vibert-Vichet Jacques Taborski Jean-Jacques Martigne Olivier Pons Bernard Chevalier Jean-Pierre Huguet Balent (stuurman) | FRA  | 5:49.52 |
| 7      | Mario Castro Carlos Neyra Zibor Llanos Giorgio Vallebuona Alejandro Rojas Victor Contreras Rodolfo Pereira Marcello Rojas Rodrigo Abasolo (stuurman)                            | CHI  | 6:07.03 |

## Dames

### skiff
| rang   | sporter                | land | tijd    |
| ------ | ---------------------- | ---- | ------- |
| Goud   | Valeria Răcilă         | ROU  | 3:40.68 |
| Zilver | Charlotte Geer         | USA  | 3:43.89 |
| Brons  | Ann Haesebrouck        | BEL  | 3:45.72 |
| 4      | Andrea Schreiner       | CAN  | 3:45.97 |
| 5      | Lise Marianne Justesen | DEN  | 3:47.79 |
| 6      | Beryl Mitchell         | GBR  | 3:51.20 |
| 7      | Stephanie Foster       | NZL  | 3:52.20 |
| 8      | Jos Compaan            | NED  | 3:52.80 |

### dubbel-twee
| rang   | sporters                              | land | tijd    |
| ------ | ------------------------------------- | ---- | ------- |
| Goud   | Marioara Popescu Elisabeta Oleniuc    | ROU  | 3:26.75 |
| Zilver | Greet Hellemans Nicolette Hellemans   | NED  | 3:29.13 |
| Brons  | Daniele Laumann Silken Laumann        | CAN  | 3:29.82 |
| 4      | Carina Gustavsson Marie Carlsson      | SWE  | 3:30.79 |
| 5      | Haldis Lenes Solfrid Johansen         | NOR  | 3:32.09 |
| 6      | Cathleen Thaxton Julia Geer           | USA  | 3:32.33 |
| 7      | Ingeborg Niedermayer Vera Sommerbauer | AUT  | 3:36.20 |
| 8      | Nonie Ray Sally Bloomfield            | GBR  | 3:40.08 |

### twee-zonder-stuurvrouw
| rang   | sporters                           | land | tijd    |
| ------ | ---------------------------------- | ---- | ------- |
| Goud   | Rodica Arba Elena Horvat           | ROU  | 3:32.60 |
| Zilver | Betty Craig Tricia Smith           | CAN  | 3:36.06 |
| Brons  | Ellen Becker Iris Völkner          | FRG  | 3:40.50 |
| 4      | Harriet van Ettekoven Lynda Cornet | NED  | 3:44.01 |
| 5      | Barbara Kirch Chari Towne          | USA  | 3:44.35 |
| 6      | Katerine Panter Ruth Howe          | GBR  | 3:48.53 |

### dubbel-vier-met-stuurvrouw
| rang   | sporters                                                                                               | land | tijd    |
| ------ | --- | ---- | ------- |
| Goud   | Maricica Ţăran Anişoara Sorohan Ioana Badea Sofia Corban Ecaterina Oancia (stuurvrouw)                 | ROU  | 3:14.11 |
| Zilver | Anne Marden Lisa Rohde Joan Lind Virginia Gilder Kelly Rickon (stuurvrouw)                             | USA  | 3:15.57 |
| Brons  | Hanne Eriksen Birgitte Hanel Charlotte Koefoed Bodil Steen Rasmussen Jette Hejli Sørensen (stuurvrouw) | DEN  | 3:16.02 |
| 4      | Anne Dickmann Regina Kleine-Kuhlmann Ute Kumitz Sabine Reuter Kathrien Plückhahn (stuurvrouw)          | FRG  | 3:16.81 |
| 5      | Evelyne Imbert Lydie Dubedat Christine Gossé Hélène Ledoux Patricia Couturier (stuurvrouw)             | FRA  | 3:17.87 |
| 6      | Raffaella Memo Alessandra Borio Donata Minorati Antonella Corazza Roberta Del Core (stuurvrouw)        | ITA  | 3:21.48 |
| 7      | Lisa Roy Janice Mason Vicki Harber Dolores Young Carolyn Trono (stuurvrouw)                            | CAN  |         |

### vier-met-stuurvrouw
| rang   | sporters                                                                                                   | land | tijd    |
| ------ | --- | ---- | ------- |
| Goud   | Florica Lavric Maria Fricioiu Chira Apostol Olga Bularda Viorica Ioja (stuurvrouw)                         | ROU  | 3:19.30 |
| Zilver | Marilyn Brain Angie Schneider Barbara Armbrust Jane Tregunno Lesley Thompson (stuurvrouw)                  | CAN  | 3:21.55 |
| Brons  | Robyn Grey-Gardner Karen Brancourt Susan Chapman Margot Foster Susan Lee (stuurvrouw)                      | AUS  | 3:23.29 |
| 4      | Abigail Peck Patricia Spratlen Janet Harville Elizabeth Miles Valerie McClain-Ward (stuurvrouw)            | USA  | 3:23.58 |
| 5      | Marieke van Drogenbroek Anne-Marie Quist Catalien Neelissen Wiljon Vaandrager Marty Laurijsen (stuurvrouw) | NED  | 3:23.97 |
| 6      | Heike Neu Sabine Hinkelmann Kerstin Rehders Angelika Beblo Heidrun Barth (stuurvrouw)                      | FRG  | 3:29.03 |
| 7      | Teresa Millar Jean Genchi Joanna Toch Kathryn Ball Kathryn Talbot (stuurvrouw)                             | GBR  | 3:33.72 |
| 8      | Huang Meizia Yang Xiao Shi Meiping Chen Changfeng Zhang Liming (stuurvrouw)                                | CHN  | 3:34.22 |

### acht
| rang   | sporters | land | tijd    |
| ------ | --- | ---- | ------- |
| Goud   | Shyril O'Steen Harriet Metcalf Carol Bower Carie Graves Jeanne Flanagan Kristine Norelius Kristen Thorsness Kathy Keeler Betsy Beard (stuurvrouw)                                 | USA  | 2:59.80 |
| Zilver | Doina Bălan Marioara Traşcă Aurora Pleşca Aneta Mihaly Adriana Chelariu Mihaela Armăşescu Camelia Diaconescu Lucia Sauca Viorica Ioja (stuurvrouw)                                | ROU  | 3:00.87 |
| Brons  | Nicolette Hellemans Lynda Cornet Harriet van Ettekoven Greet Hellemans Marieke van Drogenbroek Anne-Marie Quist Catalien Neelissen Wiljon Vaandrager Marty Laurijsen (stuurvrouw) | NED  | 3:02.92 |
| 4      | Christine Clarke Lisa Robertson Kathey Lichry Carol Colgan Cathy Lund Kay Worthington Gail Cort Joan Gillingham Lesleh Anderson-Herweck (stuurvrouw)                              | CAN  | 3:03.64 |
| 5      | Alexa Forbes Katherine McNicol Kathryn Holroyd Belinda Holmes Sarah Hunter-Jones Astrid Ayling Ann Callaway Gillian Hodges Susan Bailey (stuurvrouw)                              | GBR  | 3:04.51 |
| 6      | Elke Riesenkönig Claudia Horning Iris Völkner Ellen Becker Sabine Hinkelmann Heike Neu Kerstin Rehders Angelika Beblo Heidrun Barth (stuurvrouw)                                  | FRG  | 3:09.92 |

## Medaillespiegel
| rang   | land                     | goud | zilver | brons | totaal |
| ------ | ------------------------ | ---- | ------ | ----- | ------ |
| 1      | Roemenië                 | 6    | 2      | 0     | 8      |
| 2      | Verenigde Staten         | 2    | 5      | 1     | 8      |
| 3      | Canada                   | 1    | 2      | 3     | 6      |
| 4      | Bondsrepubliek Duitsland | 1    | 1      | 1     | 3      |
| 5      | Nieuw-Zeeland            | 1    | 0      | 1     | 2      |
| 6      | Finland                  | 1    | 0      | 0     | 1      |
| 6      | Italië                   | 1    | 0      | 0     | 1      |
| 6      | Groot-Brittannië         | 1    | 0      | 0     | 1      |
| 9      | Australië                | 0    | 1      | 2     | 3      |
| 10     | België                   | 0    | 1      | 1     | 2      |
| 10     | Nederland                | 0    | 1      | 1     | 2      |
| 12     | Spanje                   | 0    | 1      | 0     | 1      |
| 13     | Denemarken               | 0    | 0      | 2     | 2      |
| 14     | Joegoslavië              | 0    | 0      | 1     | 1      |
| 14     | Noorwegen                | 0    | 0      | 1     | 1      |
| totaal | totaal                   | 14   | 14     | 14    | 42     |